# Knowing Is Not Knowledge
Knowing Is Not Knowledge var en svensk melodisk Hardcore-sextett med rötterna i Hörby, Skåne. Bandet, som agerade saftblandare åt medlemmarnas något skilda influenser - däribland hejdundrande shredd, feta breakdowns och sammanvävande synthmattor - bildades ur askorna av en tidigare indierock-baserad grupp 2009.
Året därpå, 2010, släpptes EP:n This is a Secret Message och nästföljande vår signade bandet sig till bolaget NCN Media.
2011 intogs Casa!-scenen på Siestafestivalen inför ett böljande musikhav och strålande respons trots bandets relativa okändhet.
Hösten 2011 släpptes bandet första fullängdare, Turn, Turn, Stop genom NCN Media.

## Medlemmar
Senaste medlemmar
- Christoffer Magnusson – basgitarr, sång (2009–2012)
- Fredrik Sandqvist – gitarr (2009–2012)
- Johan Andersson – gitarr (2009–2012)
- Fredrik Magnusson – synthesizer, growl (2009–2012)
- Jukka Svärd – trummor (2009–2012)
- Sebastian Blom – growl (2010–2012)

Tidigare medlemmar
- Daniel Tetens – growl (2009–2010)

## Diskografi
EP
- This is a Secret Message (2010)

Studioalbum
- Turn, Turn, Stop (2011)

Video
- Hello Misery (Acoustic) (2011)
- If I Could Speak (2011)